# 防火

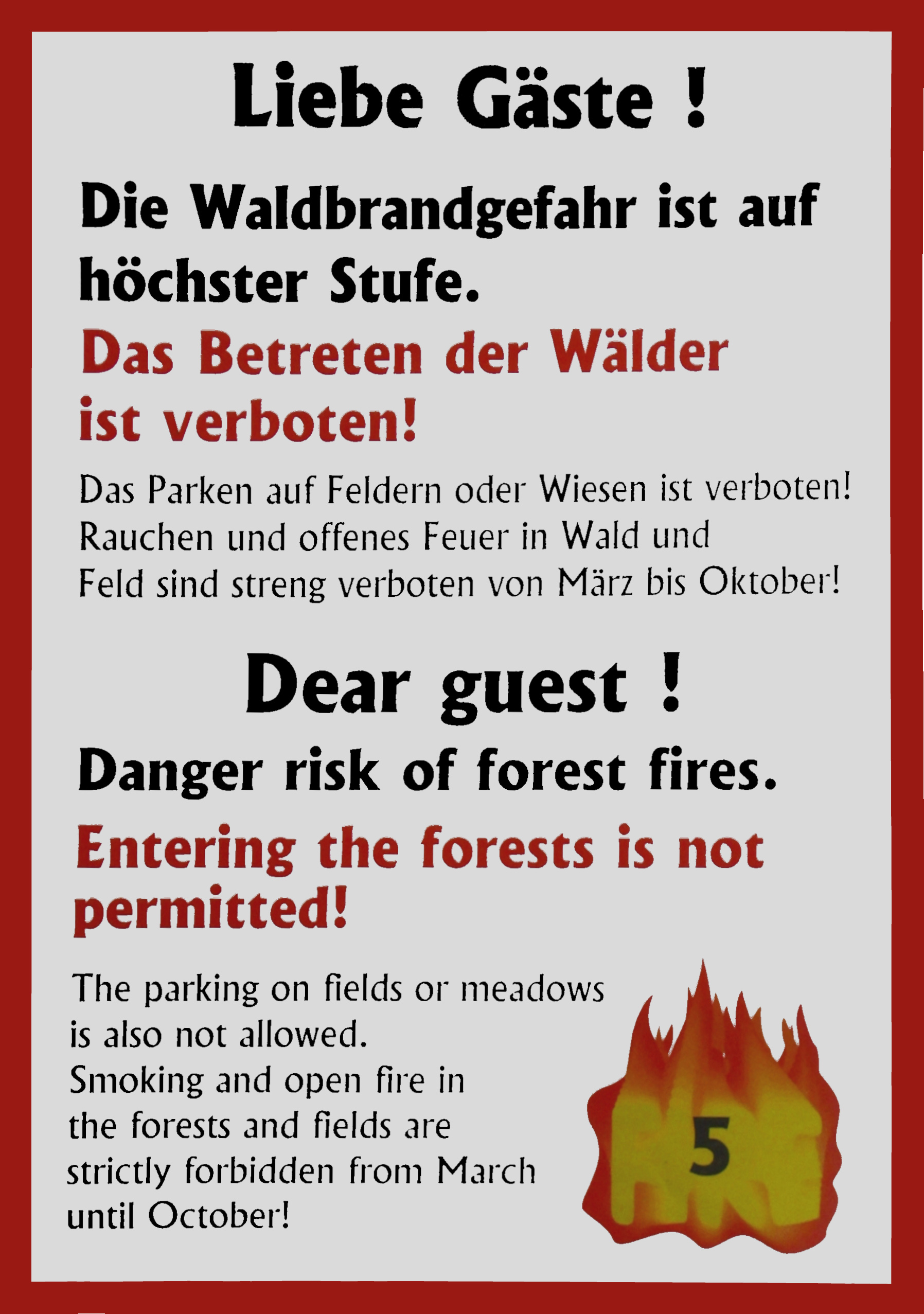
德國一個營地的最高級別的火災警告

防火（英語：Fire protection）是指研究和實踐減低潛在火災的機會的行為。它包括研究火的特性、分間、控制和調查火或其他相關的緊急事件。 防火同時也包括研究、發展、製造、測試和應用防火系統。
建筑物必须根据现行的消防法规进行维护，而这些法规由当地消防部门的防火官员执行。 在火灾紧急情况下，消防员、火灾调查员和其他防火人员会被召集来减轻、调查并从火灾损害中吸取教训。